# Snieżnyje Barsy Astana
Snieżnyje Barsy Astana (ros. Снежные барсы Астана, kaz. Қар Барыстары; od 2019 do 2022 Snieżnyje Barsy Nur-Sułtan) – kazachski klub hokeja na lodzie z siedzibą w Astanie.

## Historia
W 2011 drużyna Snieżnyje Barsy została przyjęta do rosyjskich rozgrywek juniorskich MHL. Funkcjonuje przy klubie seniorskim Barys Astana, uczestniczącym w rosyjskich rozgrywkach KHL. Po sezonie MHL (2019/2020) z powodu trwającej pandemii COVID-19 ekipa została wycofana z rozgrywek z rozgrywek (analogicznie tak jak inne zespoły nierosyjskie). 
W związku z tym drużynę przyjęto do ligi kazachskiej od edycji 2020/2021. Po trzech latach przerwy latem 2023 ogłoszono, że drużyna powróci do MHL.

## Szkoleniowcy
Głównym trenerem drużyny był Gałym Mambietalijew: od 2011 do 2012 i ponownie od 2013 do 2017. W sztabie pracowali też Witalij Jeriemiejew, Fiodor Poliszczuk.